# Cimetière de Saint-Mard-de-Vaux
Le cimetière de Saint-Mard-de-Vaux est un cimetière situé sur le territoire de la commune de Saint-Mard-de-Vaux dans le département français de Saône-et-Loire et la région Bourgogne-Franche-Comté.

## Historique
Sa croix de cimetière fait l'objet d'une inscription au titre des monuments historiques depuis le 19 mars 1950.